# Albert Rust (labdarúgó)
Albert Rust (Mulhouse, 1953. október 10. –) olimpiai és Európa-bajnok francia labdarúgó, kapus, edző.

## Pályafutása

### Klubcsapatban
1972 és 1987 között a Sochaux labdarúgója volt. 1987 és 1990 között a Montpellier kapusa volt, ahol tagja volt a francia kupagyőztes csapatnak. 1990-91-ben az AS Monaco játékosa volt, de bajnoki mérkőzésen nem szerepelt. 1991-ben hagyta abba az aktív labdarúgást.

### A válogatottban
1984-ben a hazai rendezésű Európa-bajnokságon aranyérmes lett a válogatottal, de mérkőzésen nem szerepelt. Ugyanebben az évben az olimpiai csapat első számú kapusaként részt vett a Los Angeles-i olimpián és aranyérmet nyert a csapattal. Tagja volt az 1986-os mexikói világbajnokságon bronzérmet szerzett együttesnek. Egy mérkőzésen lépett pályára és az a bronzmérkőzés volt Belgium ellen, ahol 4–2-es francia győzelem született hosszabbításban. A francia válogatottban is ez volt az egyetlen szereplése.

### Edzőként
1991 és 1993 között a Le Crès vezetőedzője volt, majd 1993-94-ben a Beauvais csapatánál segédedzőként tevékenykedett. 1994-95-ben Szaúd-Arábiában az en-Naszr együttesénél segédedzőként dolgozott. 1995 és 2001 között ismét Franciaországban dolgozott. Az Chamois Niortais FC és a Clermont szakmai munkáját irányította. 2001-02-ben Tunéziában edzősködött. Először a tunéziai válogatottnál volt segédedző Henri Michel stábjában. 2002-ben a Stade Tunisien vezetőedzője volt. 2002-ben hazatért és a Sète, a Stade Brestois majd az US Créteil-Lusitanos csapatainál dolgozott. 2010 óta a Saint-Étienne kapusedzője.

## Sikerei, díjai
Franciaország
- Olimpiai játékok
  - aranyérmes: 1984, Los Angeles
- Európa-bajnokság
  - aranyérmes: 1984, Franciaország
- Világbajnokság
  - bronzérmes: 1986, Mexikó

 Montpellier
- Francia kupa (Coupe de France)
  - győztes: 1990

## Statisztika

### Mérkőzése a francia válogatottban
| Franciaország | Franciaország    | Franciaország                    | Franciaország | Franciaország | Franciaország | Franciaország | Franciaország | Franciaország |
| #             | Dátum            | Helyszín                         | Hazai         | Eredmény      | Vendég        | Kiírás        | Gólok         | Esemény       |
| ------------- | ---------------- | -------------------------------- | ------------- | ------------- | ------------- | ------------- | ------------- | ------------- |
| 1.            | 1986. június 28. | Puebla, Estadio Cuauhtémoc (MEX) | Belgium       | 2 – 4         | Franciaország | vb 3. helyért | -             |               |
|               | Összesen         |                                  |               | 1             | mérkőzés      |               | 0             | gól           |